# Frans Brans
Frans Brans (Lommel, 26 juli 1931 - Lommel, 7 april 2015) was een Belgisch kunstsmid.

## Leven en werk
Frans Brans volgt zijn opleiding tot juwelier en zilversmid aan de technische kunstambachtenschool van de Aalmoezeniers van de Arbeid in de Londenstraat te Antwerpen. Aanvankelijk kan hij samen met zijn broer een atelier uitbaten in Lommel. Maar na het Tweede Vaticaans Concilie neemt de vraag af en zal Frans alleen het werk verder zetten.
Zijn werk omvat een zestigtal tabernakels naast talloze kelken, cibories, monstransen, wijwatervaten, wierookvaten, kruisbeelden, kandelaars, doopvonten, ... Realisaties zijn terug te vinden in België, Nederland, Duitsland en Oostenrijk. Hij heeft ook liturgische voorwerpen vervaardigd voor de Church of Saint Charles Borromeo in Ohio (VS). Hij herstelde veel kelken en cibories die na de onafhankelijkheid beschadigd terugkwamen uit Congo en Kameroen.